# Burç
Burç ist ein von Jesiden bewohntes Dorf im Südosten der Türkei. Das Dorf liegt ca. 4 km nördlich von Viranşehir im gleichnamigen Landkreis Viranşehir in der Provinz Şanlıurfa. Der Ort befindet sich in Südostanatolien.